# Stockholm Open 1984
Lo Stockholm Open 1984 è stato un torneo di tennis giocato sul cemento indoor. 
È stata la 16ª edizione dello Stockholm Open, del Volvo Grand Prix 1984.
Il torneo si è giocato al Kungliga tennishallen di Stoccolma in Svezia, dal 29 ottobre al 5 novembre 1984.

## Campioni

### Singolare
John McEnroe ha battuto in finale  Mats Wilander con il punteggio di 6–2, 3–6, 6–2

### Doppio
Henri Leconte /  Tomáš Šmíd hanno battuto in finale  Vijay Amritraj /  Ilie Năstase,7–5, 7–5